# Leucania hampsoni
Leucania hampsoni är en fjärilsart som beskrevs av William Schaus 1940. Leucania hampsoni ingår i släktet Leucania och familjen nattflyn. Inga underarter finns listade i Catalogue of Life.